# Sulejman Halilović
Sulejman Halilović (* 14. November 1955 in Odžak) ist ein ehemaliger jugoslawischer Fußballspieler.

## Karriere
Halilović begann seine Karriere bei Jedinstvo Odžak in deren Jugendmannschaft. 1977 ging er zu Dinamo Vinkovci, mit welchen er 1982 von der zweiten jugoslawischen Liga in die erste aufstieg. In seiner Zeit in Vinkovci fällt auch die Berufung in den Kader der Jugoslawen zur Fußball-Europameisterschaft 1984 in Frankreich, wo Halilović zweimal eingesetzt wurde, Jugoslawien aber in der Gruppenphase ausschied. Im gleichen Jahr wechselte er zum FK Roter Stern Belgrad, wo er in einem Jahr jugoslawischer Pokalsieger wurde.
1985 ging Halilović nach Österreich zu Rapid Wien. Er wurde zweimal österreichischer Meister, gewann einmal den österreichischen Pokal und beendete seine Karriere 1988.
Sulejman Halilović war Trainer in der 3. Liga Österreichs.

## Erfolge
- jugoslawischer Pokalsieger 1985
- österreichischer Meister 1987, 1988
- österreichischer Pokalsieger 1987